# Солдатская награда
«Солдатская награда» (англ. Soldiers' Pay, «плата солдат») — первый из опубликованных романов американского писателя Уильяма Фолкнера, увидевший свет в 1926 году. Посвящён проблеме «потерянного поколения». Это один из немногих романов Фолкнера, где действие происходит не в Йокнапатофе.

## Сюжет
Действие романа происходит в 1919 году. Джо Гиллиген и Джулиан Лоу возвращаются домой с европейского фронта Первой мировой войны. В поезде они встречают раненого лётчика, молодого лейтенанта Дональда Мэгона: его лицо пересекает огромный шрам, одна рука не действует, он слепнет и потерял память. Гиллиген и оказавшаяся в том же поезде молодая женщина, миссис Пауэрс, решают довезти лейтенанта до его дома. У самой миссис Пауэрс на войне погиб муж, с которым она успела прожить всего несколько дней. И Гиллиген, и Лоу влюбляются в неё, Лоу обещает жениться на ней после того, как устроится на работу и встанет на ноги.
В родном городе лейтенанта встречают его отец, пожилой священник Мэгон, и горничная Элли, с которой у Мэгона была связь до ухода на войну. Он никого не узнаёт. Отец надеется, что Дональд скоро выздоровеет, Гиллиген и миссис Пауэрс понимают, что он скоро умрёт. Невеста Дональда Сесили отказывается выходить за него замуж, хотя Мэгон-старший считает, что это помогло бы его сыну поправиться. У Сесили есть новый возлюбленный, Джордж Фарр, с которым она теряет невинность. Позже, пережив душевный срыв, она соглашается выйти замуж на лейтенанта, но в последний момент сбегает с Фарром и венчается с ним. Женой Дональда становится миссис Пауэрс. Лоу время от времени пишет ей письма, ещё не зная о свадьбе.
Лейтенант умирает, его хоронят с почестями. Миссис Пауэрс уезжает, и Гиллиген не знает, ехать ли с ней, так как она не соглашается выходить замуж в третий раз. Гиллиген возвращается к Мэгону-старшему, чтобы ещё пожить у него и решить, как жить дальше.

## Создание и оценки
Фолкнер написал «Солдатскую награду» в Новом Орлеане в 1925 году. К тому моменту он был автором нескольких критических статей и сборника подражательных стихов «Мраморный фавн», изданного на деньги друга. Писать прозу Фолкнер начал под влиянием своего нового друга Шервуда Андерсона, причём «Солдатская награда» была написана всего за два месяца. Позже Фолкнер вспоминал: «Написав „Солдатскую награду“, я понял, что писательство — очень приятное занятие».
Сюжет книги связан со стремлением писателя стать лётчиком во время Первой мировой войны. Неясно, был ли это самый первый из написанных Фолкнером романов, но это первый роман, который был издан. Первая публикация состоялась в 1926 году в нью-йоркском издательстве «Бонн и Ливрайт», причём исключительно благодаря рекомендации Шервуда Андерсона (он пообещал другу эту услугу, взяв взамен обещание, что тот не будет заставлять его прочесть книгу). Изначально роман назывался «Сигнал бедствия» (англ. Mayday); по-видимому, окончательное название предложил издатель, заплативший Фолкнеру 200 долларов.
«Солдатская награда» осталась практически незамеченным широкой публикой. Её тираж составил 2500 экземпляров, причём продано было не больше 1200. Первые рецензенты отозвались о книге в целом положительно, литературоведы более позднего времени признали «Солдатскую награду» творческой неудачей из-за искусственности и вторичности сюжета; на ту же тему, о «потерянном поколении», намного более удачно высказались Эрнест Хемингуэй, Ричард Олдингтон, Анри Барбюс, Эрих Мария Ремарк. «Сюжетная формула не принадлежала никому и принадлежала всем, — написал об этом советский литературовед Н. Анастасьев, — но и в романе „Все люди — враги“, и в „И восходит солнце“, и в „Возвращении“ она наполнялась реальным, очень болезненным содержанием; в „Солдатской награде“ же она осталась только искусственной конструкцией». Фолкнер учёл этот опыт, когда перешёл к романам о Йокнапатофе и принципиально отказался учитывать литературные вкусы читателей.
Автор статьи о Фолкнере в «Британнике» назвал «Солдатскую награду» «стилистически амбициозным романом».